# 魯伊多索當斯 (新墨西哥州)
魯伊多索當斯（英語：Ruidoso Downs）是一個位於美國新墨西哥州林肯縣的城市。

## 人口
根據2020年美國人口普查的數據，魯伊多索當斯的面積為9.82平方千米，當中陸地面積為9.82平方千米，而水域面積為0.00平方千米。當地共有人口2620人，而人口密度為每平方千米267人。